# 42191 Thurmann
42191 Thurmann este un asteroid din centura principală de asteroizi.

## Descriere
42191 Thurmann este un asteroid din centura principală de asteroizi. A fost descoperit pe 14 februarie 2001 la Vicques (Jura) de Observatorul din Vicques. Asteroidul prezintă o orbită caracterizată de o semiaxă mare de 2,61 ua, o excentricitate de 0,20 și o înclinație de 8,4° în raport cu ecliptica.